# Jagdstaffel 45
Jagdstaffel 45 – Königlich Sächsische Jagdstaffel Nr. 45, Jasta 45 – jednostka lotnictwa niemieckiego Luftstreitkräfte z okresu I wojny światowej.

## Informacje ogólne
Jednostka została utworzona 11 grudnia 1917 roku we Fliegerersatz Abteilung Nr. 1 w Altenburgu w Turyngii.
Pierwszym dowódcą eskadry został ppor. Hans Joachim Rolfes z Jagdstaffel 32, który przybył do jednostki 17 grudnia. Zdolność operacyjną osiągnęła 25 grudnia 1917 roku, i została skierowana pod dowództwo 5 Armii i ulokowana na lotnisku polowym w Marville. Pierwsze loty bojowe piloci eskadry rozpoczęli 9 stycznia 1918 roku, a pierwsze zwycięstwo dla eskadry odniósł 20 stycznia jej dowódca Rofles w okolicach Moronvillers.
25 marca 1918 roku jednostka została przeniesiona pod dowództwo 7 Armii, z którą pozostała do końca wojny. Jednostka dwukrotnie wchodziła do związku taktycznego Jagdgruppe 5 najpierw w lipcu, a później w listopadzie 1918 roku.
Eskadra walczyła między innymi na samolotach Albatros D.III i Fokker D.VII.
Jasta 45 w całym okresie wojny odniosła ponad 113 zwycięstw nad samolotami nieprzyjaciela. W okresie od grudnia 1917 do listopada 1918 roku jej straty wynosiły 4 zabitych w walce, 5 rannych, 2 rannych w wypadkach lotniczych.
Łącznie przez jej personel przeszło 9 asów myśliwskich:
Gustav Dörr (35), Karl Schlegel (22), Hans Joachim Rolfes (16), Konrad Brendle (8), Arno Benzler (6), Erich Meyer (5), Johann Schlimpen (5), Gunther Dobberke (2), O. Bielet (1).

## Dowódcy Eskadry
| Stopień   | Nazwisko              | Okres                   |
| --------- | --------------------- | ----------------------- |
| Porucznik | Hans Joachim Rolfes   | 17.12.1917 – xx.10.1918 |
| Porucznik | Lothar Zencominierski | xx.10.1918 – 11.11.1918 |